# José de Magalhães
José de Magalhães (Moçâmedes, Angola, 1867 — Lisboa, Portugal, 5 de outubro de 1959) foi um médico e político português, deputado durante a década de 1920, sendo um dos primeiros representantes afro-descentes no parlamento português, juntamente com João de Castro. Foi um dos mais emblemáticos nomes da geração pan-africanista e antirracista durante a Primeira República Portuguesa, devido ao seu ativismo como dirigente e fundador da Junta de Defesa dos Direitos de África e da Liga Africana, para além de ter exercido o cargo de presidente honorário no Conselho Nacional do Movimento Nacionalista Africano e ser membro da direcção do jornal Correio de África.

## Biografia
Nascido em Moçâmedes, Angola, em 1867, José de Magalhães viajou com a sua família para Portugal ainda criança, tendo ingressado num colégio em Lisboa e posteriormente, entre 1885 e 1889, na Escola Médico-Cirúrgica. Após a conclusão do curso de Medicina, exerceu como médico da Marinha Portuguesa, tendo cumprido comissões nos hospitais militares de Cabinda, Guiné-Bissau, São Tomé e Príncipe e na Índia. Decidido a prosseguir os seus estudos académicos, quando terminou a sua última comissão, viajou para Paris, França.
De regresso a Portugal, em 1908, foi um dos fundadores da Liga de Educação Nacional, e dois anos depois, em 1910, tornou-se professor e director do Instituto de Medicina Tropical em Lisboa, tendo ainda, nesse mesmo ano, sido encarregue de fazer a sindicância aos hospitais psiquiátricos do Telhal e de Idanha-a-Nova. Academicamente e profissionalmente, José de Magalhães era uma figura de renome, sendo regularmente convidado para falar em várias conferências sobre assuntos sociais e pedagógicos na Universidade Livre e na Voz do Operário. Socialmente convivia com o psiquiatra e escritor Luís Cebola, os políticos Afonso Costa e João de Castro, e o senador Augusto Gambôa, entre outros.

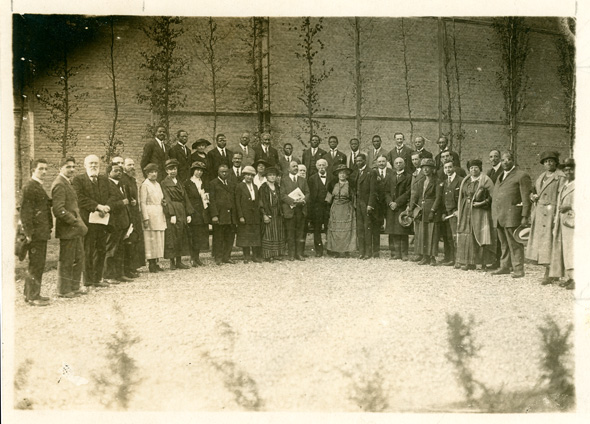
II Congresso Pan-Africano em Bruxelas (1921)

No âmbito do activismo social e político, em 1912, José de Magalhães fundou a Junta de Defesa dos Direitos de África, uma associação que ambicionava federar as províncias da África portuguesa por meio de um regime de autonomia, revogando todas as leis de excepção que até então existiam, terminar com a segregação racial e o tratamento diferenciado entre os cidadãos indígenas e os colonos portugueses, ou ainda, tal como a Associação dos Estudantes Negros pretendia, zelar pelos estudantes africanos em Portugal, protegendo-os contra abusos gerados por ódios e preconceitos raciais existentes na sociedade portuguesa. Um ano depois, contudo, começaram a surgir algumas crispações dentro do movimento, sendo publicado em vários órgãos noticiosos lisboetas o ambiente conflituoso entre José de Magalhães, presidente da associação, e João de Castro, secretário-geral, que também estava encarregue de gerir o periódico oficial da associação A Voz d'África e, mais tarde, outro periódico intitulado A Tribuna D’África. Esta disputa pelo poder da Junta de Defesa dos Direitos de África e dos seus órgãos de imprensa, não só gerou o desfecho da associação como ainda prolongou-se durante anos, envolvendo ataques caluniosos na imprensa e agressões físicas na via pública. Posteriormente, este factor foi o causador do surgimento dos dois movimentos mais emblemáticos da geração pan-africanista e antirracista do século XX em Portugal, tendo José de Magalhães fundado a Liga Africana e João de Castro o Partido Nacional Africano (PNA).
Entre 1919 e 1920, José de Magalhães criou a Liga Africana, cujos estatutos estabeleciam como objectivos a promoção do progresso dos africanos, através da reivindicação de direitos civis e legais como o acesso à educação, saúde e trabalho, ou a revogação das leis de excepção na África Portuguesa, enquanto se afirmava e apelava à cooperação franca com os eurafricanos e europeus, não só nas colónias como em Portugal. Para além de José de Magalhães, que exercia o cargo de presidente, de entre os seus cento e cinquenta sócios iniciais, sendo estes maioritariamente estudantes universitários, médicos, advogados, engenheiros e comerciantes, destacavam-se nomes como Ayres de Menezes, fundador do primeiro jornal para o público africano em Portugal, O Negro (1911), Nicolau dos Santos Pinto, Luís Alberto de Pinho, Manuel de Deus Lima, Manuel Hermínio Paquete, Sebastião Nunes D'Alva Teixeira, Salustino da Graça do Espírito Santo, político e engenheiro agrónomo, dirigente da Liga Africana na década de 1950, João da Graça do Espírito Santo, Augusto de Magalhães, Joaquim Monteiro de Macedo, Tomé Agostinho das Neves e Lino de Sousa Bayão, director do jornal oficial da liga, Correio de África, entre muitos outros. Ao contrário de outros movimentos similares, a Liga Africana assumiu uma conduta mais legalista, institucional e conciliadora, abrindo núcleos em várias cidades das colónias, como Nova Lisboa, Lourenço Marques e São Tomé, aceitando a filiação de membros brancos e o diálogo aberto sobre as condições de vida dos africanos em Portugal e nas colónias portuguesas, sem no entanto se falar sobre a independência destas. Sobre esse tema, José de Magalhães preferia denunciar os casos de abuso de poder ou violações de direitos civis, respondendo que «se Portugal quiser fazer das colónias em África um prolongamento da mãe-pátria, tem de abandonar as velhas opiniões dos livros de há trinta anos, sobre a incapacidade da raça negra, que a ciência moderna não justifica (…)».

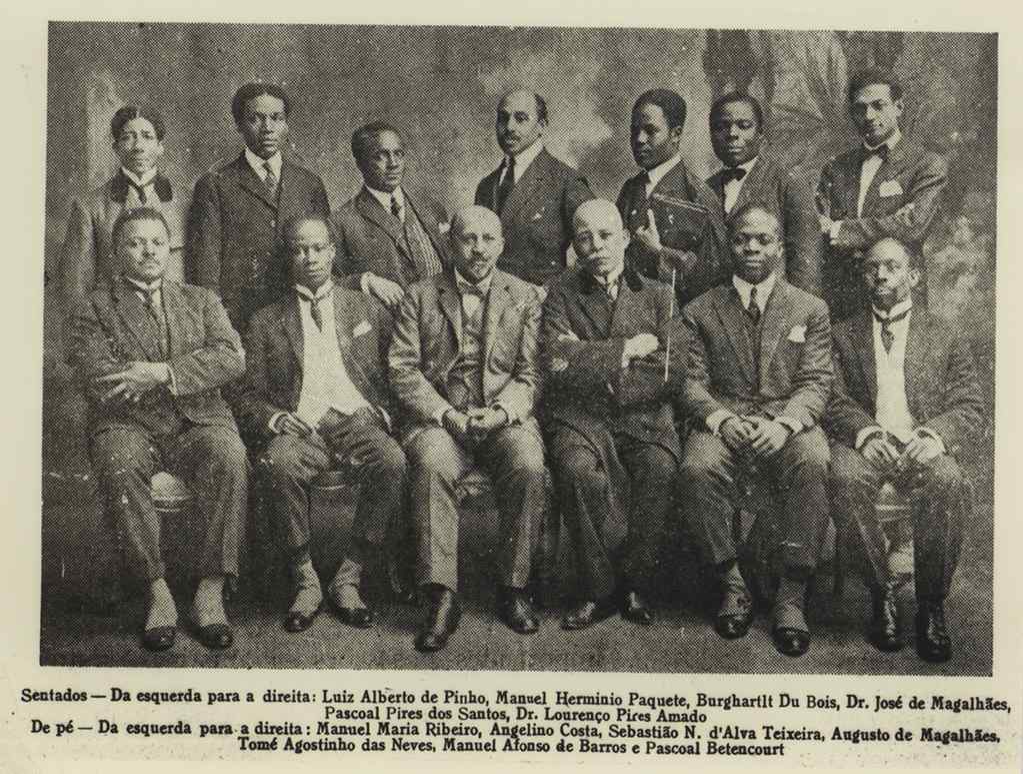
III Congresso Pan-Africano' em Lisboa (maio de 1923) Sentados: Luiz Alberto de Pinho, Manuel Herminio Paquete, William Edward Burghardt "W. E. B." Du Bois, José de Magalhães, Pascoal Pires dos Santos, Lourenço Pires Amado. De pé: Manuel Maria Ribeiro, Angelino Costa, Sebastião N. d'Alva Teixeira, Augusto de Magalhães, Tomé Agostinho das Neves, Manuel Afonso de Barros e Pascoal Betencourt.

Durante a década de 20, José de Magalhães participou, como representante da Liga Africana e de outras organizações, como o Grémio Africano de Lourenço Marques fundado por José Albasini, em alguns dos mais importantes eventos internacionais pan-africanistas à época, nomeadamente em congressos e sessões em Bruxelas e Paris em 1919, chegando mesmo a intervir no II Congresso Pan-africano em Londres, em 1921. Dois anos mais tarde, em 1923, o sociólogo, historiador, activista e autor norte-americano W. E. B. Du Bois viajou à capital portuguesa, onde seria organizada a sessão de Lisboa do III Congresso Pan-africano, contudo, devido à impossibilidade de vários membros da Liga realizarem as viagens a partir das colónias para a capital a tempo do evento, apenas se realizou uma conferência com Du Bois, José de Magalhães e outros membros presentes em solo português.
Durante esse mesmo período, o activista e médico começou a colaborar com vários jornais e revistas como a Seara Nova, Ilustração, A República Portuguesa, Luta de Manuel de Brito Camacho, Jornal do Comércio, Diário de Notícias e O Século, expondo a sua visão sobre temas políticos e sociais, para além de denunciar casos de crimes de ódio ou racismo, e ainda tornou-se deputado do parlamento português, eleito por São Tomé e Príncipe, sendo o segundo representante afro-descendente na história da República Portuguesa.
Durante o clima de instabilidade que ditou o fim da Primeira República, com o aumento da repressão sobre o movimento político contestatário e a crescente censura sobre a imprensa, José de Magalhães e João de Castro reconciliaram-se em 1931, sendo o activista convidado para exercer o cargo de presidente honorário no Conselho Nacional do Movimento Nacionalista Africano (MNA), criado então por João de Castro como forma de unificar as várias associações negras existentes em Portugal, «a favor da união dos africanos de Lisboa, de toda a África, de todos os portugueses e pela democracia», passando a assumir uma postura menos crítica sobre as políticas coloniais, tornando-se mais próximo do nacionalismo. Integraram o movimento várias figuras conhecidas pela luta dos direitos dos afro-descentes e da causa independentista de Angola, Moçambique, Guiné-Bissau e Cabo Verde, como Mário Pinto de Andrade, Amílcar Cabral, Pedro Pires, Agostinho Neto, Alda Lara, Joaquim Pinto de Andrade, Luandino Vieira, Lúcio Lara, Pepetela, Alda Espírito Santo, Miguel Trovoada, Eduardo Mondlane, Joaquim Chissano, Marcelino dos Santos ou Noémia de Sousa.
A 5 de outubro de 1959, José de Magalhães faleceu em Lisboa.